# Early Alchemy
Early Alchemy è un album di raccolta del gruppo musicale britannico Acoustic Alchemy, pubblicato nel 1992.

## Tracce
1. Santiago
2. Sarah Victoria
3. Last Summer Song
4. Slap It Down
5. Sira's Song
6. Moonstone
7. Wind It Up
8. Casino
9. Little Bercheres
10. Amanecer
11. Waiting for You
12. Return Flight
13. Daybreak
14. A Dream of Fair Women